# Shock the monkey
Shock the monkey is een lied geschreven door Peter Gabriel voor zijn vierde titelloze album uit 1982.

## Inleiding
Gabriel schreef een lied over dat jaloezie in de liefde kan leiden tot instinctief gewelddadig gedrag; de aap (monkey) staat hier voor het gevoel van jaloezie, aldus Gabriel zelf. Hij reageerde hiermee op dat velen dachten dat het lied ging over dierenrechten ging en geïnspireerd leek te zijn op het experiment van Milgram vernoemd naar wetenschapper Stanley Milgram. Later zou Gabriel daadwerkelijk een lied daarover schrijven: We do what we're told (Milgram's 37) op het album So.
Van het nummer zijn diverse versies bekend; Club DJ wist het nummer tot 8:12 op te rekken en ook tijdens concerten rekte Gabriel het nummer op zoals te horen is op Peter Gabriel plays live. Het nummer komt op diverse compilatiealbums van Gabriel voor.

### Single Gabriel
Het nummer werd in september 1982 uitgegeven als tweede single van het album ook wel bekend als Security. Op de B-kant stond de track Soft dog, dat niet op het album stond. Voor die singlerelease werd het nummer danig ingekort van 5:28 tot 3:47. De uitgave ging gepaard met een verontrustende videoclip voor MTV. De video van Briant Grant schakelt heen en weer tussen Gabriel als zakenman achter een bureau en een sjamaan met wit beschilderd gezicht. Beide alter ego’s zitten in een kantoorachtige omgeving, waarbij de werkdruk de zakenman steeds meer ontregelt. Hij wendt zich steeds vaker naar de sjamaanfiguur, die hem langzaam overneemt. Het leidt naar een ziekenhuisachtige omgeving waarin Gabriel een eigen kamer heeft. De link met de apen komt in de video naar voren door de beelden van een in onze ogen angstig kijkend capucijnaapje. Ook de slotscène legt verband met een aap; de beelden van de zakenman en sjamaan zijn over een beeld van een gibbon gezet.

### Ontvangst
In de Verenigde Staten haalde het een 29e plaats in de Billboard Hot 100; het was zijn eerste top-40 hit aldaar. In het Verenigd Koninkrijk haalde het slechts een 58e plaats. In Nederland en België deed het lied in de verkoop hoegenaamd niets; geen hitnoteringen. Allmusic vond achteraf de opbouw van de song met zijn vele hooks niet passen binnen de mainstreammuziek, die in die tijd op de radio te horen was.

## Coal Chamber
In 1999 bracht de Nu metalband Coal Chamber een cover van het nummer uit op hun album Chamber Music en op een single; distributie vond plaats door Roadrunner Records. Op die single stond ook nog een remix van Shock the monkey (Gorilla mix). Op het nummer is heavy metalzanger Ozzy Osbourne te horen. De single verkocht maar matig met een lage notering (plaats 83) in de Engelse hitparade. Nederland en België lieten hier het ook afweten. In de begeleidende video is opnieuw een aap te zien.